# ジェイソン・ピロソフィル
ジェイソン・ピロソフィル（Jason Mark Pospishil, 1983年1月28日 - ）は、クロアチアの野球選手（外野手、内野手）。
現在はクロアチアリーグのカルロヴァツ・ケルテックス（Karlovac Kelteks）でプレーしている。かつてはミネソタ・ツインズのルーキー級でプレーしていた。
出生地はオーストラリアだがクロアチア国籍を持ち、野球クロアチア代表としてプレーしている。シュアなバッティングを武器とする俊足巧打の遊撃手。